# Нова-Ипишуна

Нова-Ипишуна на карте штата.

Нова-Ипишуна (порт. Nova Ipixuna) — муниципалитет в Бразилии, входит в штат Пара. Составная часть мезорегиона Юго-восток штата Пара. Входит в экономико-статистический микрорегион Тукуруи. Население составляет 14 645 человек на 2010 год. Занимает площадь 1564,184 км². Плотность населения — 9,36 чел./км².

## История
Город основан 20 октября 1993 года. 

## Демография
Согласно сведениям, собранным в ходе переписи 2010 г. Национальным институтом географии и статистики (IBGE), население муниципалитета составляет:
| Полное население                               | Полное население                               | Полное население                               | Полное население                               | 14 645 |
| ---------------------------------------------- | ---------------------------------------------- | ---------------------------------------------- | ---------------------------------------------- | ------ |
| в том числе:                                   | Городское население                            | 7726                                           | Процент городского населения, %                | 52,76  |
|                                                | Сельское население                             | 6919                                           | Процент сельского населения, %                 | 47,24  |
|                                                | Мужское население                              | 7731                                           | Процент мужского населения, %                  | 52,79  |
|                                                | Женское население                              | 6914                                           | Процент женского населения, %                  | 47,21  |
| Плотность населения, чел/км²                   | Плотность населения, чел/км²                   | Плотность населения, чел/км²                   | Плотность населения, чел/км²                   | 9,36   |
| Население муниципалитета в % к населению штата | Население муниципалитета в % к населению штата | Население муниципалитета в % к населению штата | Население муниципалитета в % к населению штата | 0,19   |

По данным оценки 2015 года, население муниципалитета составляет 15 836 жителей.

## Статистика
- Валовой внутренний продукт на 2003 год составляет 31 776 291,00 реалов (данные: Бразильский институт географии и статистики).
- Валовой внутренний продукт на душу населения на 2003 год составляет 2405,47 реалов (данные: Бразильский институт географии и статистики).
- Индекс развития человеческого потенциала на 2000 год составляет 0,664 (данные: Программа развития ООН).

## Важнейшие населенные пункты
| № | Населённый пункт | Населённый пункт (порт.) | Категория | Население чел. (2010) | На карте                       |
| - | ---------------- | ------------------------ | --------- | --------------------- | ------------------------------ |
| 1 | Нова-Ипишуна     | Nova Ipixuna             | город     | 7726                  | 4°54′58″ ю. ш. 49°04′41″ з. д. |
| 2 | Боа-Эсперанса    | Boa Esperança            | поселок   | 369                   | 4°51′38″ ю. ш. 49°03′11″ з. д. |